# Baroniet Rosendal
 For alternative betydninger, se Rosendal. (Se også artikler, som begynder med Rosendal)
Baroniet Rosendal er et slot i Kvinnherad i Norge. Huset bliver ofte omtalt som "Det mindste slot i Skandinavien". Rosendal er det eneste baroni, som blev oprettet i Norge.

## Baroniet oprettes
Baroniets histore begynder i slutningen af 1650'erne, hvor den danske adelsmand Ludvig Rosenkrantz kom til Bergen som krigskommissær under svenskekrigene 1658-1660. Her kom han i forbindelse med Karen Movat, der var enearving til faderen Axel Movats store formue. Axel Movat regnedes for den rigeste i Norge. Han besad mere end 550 gårde i Vestnorge. Karen Movat og Ludvig Rosenkrantz blev gift 1658, og som medgift fik Ludvig Rosenkrantz en række gårde som Hatteberg, Mel og Sem. Gården Hatteberg gjorde han til hovedsæde for sine jordbesiddelser. I 1661-1665 opførtes en ny hovedbygning i barok. Ved patent af 14. januar 1678 ophøjedes Ludvig Rosenkrantz til friherrestanden og blev baron til baroniet Rosendal.
Stedet forblev dog kun i Rosenkrantz-slægtens besiddelse i et par generationer. Da Axel Rosenkrantz døde 1723 var der ingen mandlige arvinger, hvorfor baroniet hjemfaldt til kronen, som erektionspatentet påbød. Norges eneste baroni eksisterede således kun i 45 år.

## Stamhuset Rosendal
Kronen beholdt nu ikke Rosendal særlig længe. Christian Lerche fik det 1742, og efter et par hurtige ejerskifter kom Rosendal 1745 til biskoppen Eduard Londemann Rosencrone. Han ophøjede gården til et stamhus, som skulle gå i arv i hans slægt. Var der ingen efterkommer, mandlig eller kvindelig, skulle Rosendal gå i arv til universitetet (Københavns Universitet). Londemann blev fulgt af sønnen, statsminister, greve Marcus Gerhard Rosencrone. 1779 erhvervede Rosencrone for sit stamhus, på hvilket han ifølge kongeligt skøde af 1725 udøvede alle friherrelige rettigheder, titel af baroni, uden at det dog atter blev et len. Da han døde barnløs 1811 gik det til en efterkommer af hans søster: major Christian Hendrich Hoff der 1812 fik titlen baron de Rosencrone. Dennes barnebarn fru Clara Gædeken var den sidste efterkommer. Hun valgte at opfylde stamhusets bestemmelse vedrørende dets opløsning. Men da Norge siden Londemanns tid havde fået sit eget Universitetet i Oslo, blev det dog denne institution, som overtog Rosendal. 9. juli 1927 oprettede fru Gædeken et gavebrev, hvorved hele ejendommen med løsøre og værdipapirer blev overdraget til Det Kongelige Frederiks Universitet i Oslo. Hermed var stamhuset nedlagt.
Den danske skuespiller Christian Gottschalch modtog Nkr. 100.000 som erstatning for ikke at overtage godset.

## Rosendal i dag
Bygningerne og den meget smukke park ejes af Den Weis-Rosenkroneske Stiftelse, der hører under Universitetet i Oslo. Slottet er nu museum, hvor man på en rundtur tages gennem de forskellige stilepoker fra 1665 til 1930. Haven omkring slottet blev grundlagt af Ludvig Rosenkrantz, men blev udvidet kraftigt i 1800-tallet.

## Ejere af Rosendal
- (-1658) Axel Movat
- (1658-1685) Ludvig baron Rosenkrantz (svigersøn)
- (1685-1691) Christian baron Rosenkrantz (søn)
- (1691-1723) Axel baron Rosenkrantz (bror)
- (1723) Kronen
- (1723-1731) Ditlev Wibe
- (1731-1742) Vincents Lerche
- (1742-1745) Christian Lerche
- (1745-1749) Eduard Londemann Rosencrone
- (1749-1811) Marcus Gerhard Londemann de Rosencrone (søn)
- (1811-1837) Christian Hendrich Hoff de Rosencrone (søsters sønnesøn)
- (1837-1896) Marcus Gerhard Hoff Rosenkrone (søn)
- (1896-1900) Herman Hoff Rosenkrone (bror)
- (1900-1901) Edvardine Weis, født Hoff Rosenkrone (søster)
- (1901-1916) Hans Christian Weis Hoff Rosenkrone (søn)
- (1916-1927) Edward Weis (bror)
- (1927) Clara Gædeken (søster)
- (1927) 'Den Weis-Rosenkroneske Stiftelse / Universitetet i Oslo